# منگرول
منگرول (به انگلیسی: Mangrol) یک شهرک در هند است که در گجرات واقع شده‌است.

## خصوصیات
منگرول ۵۵٬۰۹۴ نفر جمعیت دارد و ۱۸ متر بالاتر از سطح دریا واقع شده‌است.